# مهاجرت داخلی
مهاجرت داخلی در داخل یک سرزمین، معمولاً اشاره به یک ملت، قومیت که در آن مهاجرت انسان به دلیل تمایل به مهاجرت داخلی می‌باشد، این نوع مهاجرت با مهاجرت برون مرزی تفاوت دارد، انگیزه‌های مهاجران داخلی در یک کشور می‌تواند، اقتصادی، آموزش و پرورش و … باشد. روند کلی حرکت از مناطق روستایی به شهری نیز شکل مهاجرت داخلی بود که منجر به شهرنشینی سریع در بسیاری از کشورها شد.
- ایران؛ گسترده‌ترین مهاجرت‌های داخلی توسط آذری‌ها با گرایش‌های مذهبی، مشکلات اقتصادی و آموزشی به سمت نواحی مرکزی ایران و خراسان رخ داده‌است.[۱]
- ترکیه؛ بیشترین مهاجرت‌های داخلی در ترکیه شامل حال کردها می‌شود، که از شرق و جنوب شرقی ترکیه عموماً به دلیل مشکلات اقتصادی، به شهرهای بزرگ این کشور نظیر استانبول، آنکارا، آنتالیا و … مهاجرت کرده‌اند.[۲]